# Scutul prefrontal

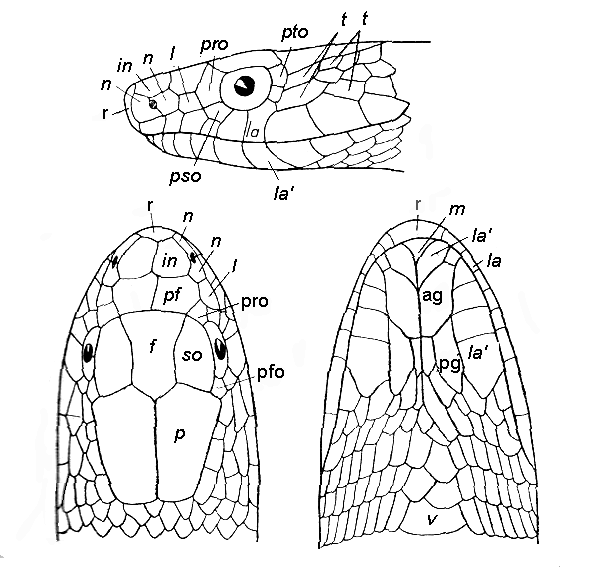
Terminologia scuturilor capului la șarpele Coluber ventromaculatus (după Malcolm A. Smith, 1943). Sus – aspect lateral, jos, în stânga – aspect dorsal, jos, în dreapta - aspect ventral
ag – Inframaxilar anterior,
f – Frontal,
in – Internazal,
l – Loreal,
la – Supralabial,
la' – Sublabial,
m – Mental,
n – Nazal,
p – Parietal,
pf – Prefrontal,
pg – Inframaxilar posterior,
pro – Preocular,
pso – Subocular,
pto – Postocular,
r – Rostral,
so – Supraocular,
t – Temporal,
v – Primul ventral

Scuturile prefrontale sau prefrontalele (Scutum praefrontale, pl. Scuta praefrontalia) sunt 2 solzi mari (plăci) și simetrici la șerpi, situați pe partea superioară a capului, imediat în spatele scuturilor internazale cu care au în general o mare asemănare. La unele specii, ele sunt unice (simple) și mediane. Anterior ele sunt în contact cu scuturile internazale, posterior cu scutul frontal și lateral cu scuturile supraoculare. 